# Bouin (Pas-de-Calais)
Bouin is een dorp in de Franse gemeente Bouin-Plumoison in het departement Pas-de-Calais. Bouin ligt in het westen van de gemeente. De dorpskern is vergroeid met die van Plumoison. Ten noorden van Bouin stroomt de Canche.

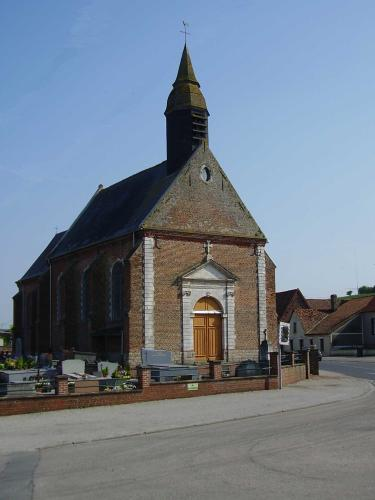
Église Saint-Firmin

## Geschiedenis
Uit de 12de eeuw dateren vermeldingen van de plaats als Boin versus Marcounelle, Buin en Boiin.
Op het eind van het ancien régime werd Bouin een gemeente. De gemeente Bouin werd in 1971 aangehecht bij de gemeente Plumoison, die Bouin-Plumoison werd.

## Bezienswaardigheden
- De Église Saint-Firmin, met een klok uit 1790 die in 1943 werd geklasseerd als monument historique.